# Beilschmiedia zenkeri
Beilschmiedia zenkeri är en lagerväxtart som beskrevs av Adolf Engler. Beilschmiedia zenkeri ingår i släktet Beilschmiedia och familjen lagerväxter. Inga underarter finns listade i Catalogue of Life.